# Gimme Dat Ding
Gimme Dat Ding (una jerga en inglés para Give Me That Thing) es un álbum split de The Sweet (lado A)  y del dúo cómico The Pipkins (Tony Burrows y Roger Greenaway, lado B). Fue publicado bajo la etiqueta  MFP -Music For Pleasure-, una subsidiaria de EMI, en 1970. 

## Historia
La alianza entre dos agrupaciones radicalmente tan opuestas, se atribuye a que en ese entonces ambas compartían el mismo productor (John Burgess) y el mismo equipo de compositores. Ante los malos resultados comerciales, en 1971 The Sweet decidió seguir su propio camino, cuando firmó con el dueto de escritores Nicky Chinn y Mike Chapman y con un nuevo productor, Phil Wainman. Por otro lado, The Pipkins desapareció ese mismo año por causas similares.
De acuerdo con el folleto de la versión en CD para  este álbum, Gimme Dat Ding es considerado "el primer disco de rap", básicamente por el material aportado por The Pipkins.

## Contenido

### The Sweet
El lado A se dedicó a la entonces incipiente y desconocida banda pop The Sweet, con seis canciones que ya se habían publicado como sencillos con sus respectivos lados B entre 1969 y 1970 (bajo  Parlophone), pero sin ningún éxito comercial: "Lollipop Man". "All You'll Ever Get from Me" y "Get on the Line".
Por única vez en su historia, el guitarrista que participó en las grabaciones fue Mick Stewart (quien sustituyó ese año a  Frank Torpey) y además compuso dos canciones lado B por sí solo, llamadas "The Juicer" y "Mr. McGallagher".  Sin embargo, el  productor Phil Wainman no quiso seguir con Stewart en la guitarra, por lo que en unas cuantas semanas se hizo una audición para encontrar un sustituto para grabar nuevo material, escogiéndose a Andy Scott previo a la salida de este split.
A pesar de que en la foto de la portada aparece Scott, éste aún no era un miembro oficial de la banda ni tampoco participó en ninguna de estas grabaciones; Scott se incorporó hasta la salida al mercado del primer hit de Sweet, "Funny Fnnny", lanzado bajo el sello RCA Records en 1971.

### The Pipkins
El lado B consiste de seis temas de The Pipkins con un contenido desenfadado y satírico en un estilo music hall en la mayoría de piezas. Entre ellas destaca la canción humorística "Gimme Dat Ding", un éxito en varios países de habla inglesa alrededor del mundo, compuesto por  Albert Hammond y Mike Hazlewood.  La canción fue el debut y único hit de importancia para la pareja, al alcanzar el No. 6 en el UK Singles Chart y el No. 9 en Billboard Hot 100 a mediados de 1970. Otro éxito menor fue una parodia de "Yakety Yak" de The Coasters , tema muy popular a finales de la década de los 50s.
The Pipkins fue un dúo musical cómico británico de corta vida, en actividad entre 1970 y 1971. Estaba compuesto por Roger Greenaway (n. 23 de agosto de 1938 en Fishponds, Brístol) más conocido como un miembro de varios equipos de composición, y por Tony Burrows (n. 14 de abril de 1942 en Exeter, Devon) un cantante que había participado en varios grupos (a menudo de forma simultánea), como Edison Lighthouse, The Flower Pot Men, White Plains, The First Class y el más conocido, Brotherhood of Man. Sin embargo, en las actuaciones en vivo The Pipkins era representado por Davey Sands y Len Marshall.

## Lista de canciones

### Lado AThe Sweet
1. "Lollipop Man" (Albert Hammond, Mike Hazlewood)
2. "Time" (Brian Connolly, Steve Priest, Mick Stewart, Mick Tucker)
3. "All You'll Ever Get from Me" (Roger Cook, Roger Greenaway)
4. "The Juicer" (Stewart)
5. "Get on the Line" (Jeff Barry, Andy Kim)
6. "Mr. McGallagher" (Stewart)

- Pistas 1, 2 producidos por John Burgess; pistas 3-6 producidas por John Burgess y Roger Easterby

### Lado BThe Pipkins
1. "Gimme Dat Ding" (Hammond, Hazlewood)
2. "Yakety Yak" (Jerry Leiber, Mike Stoller)
3. "The People That You Wanna Phone Ya" (Hammond, Hazlewood)
4. "My Baby Loves Lovin'" (Cook, Greenaway)
5. "Busy Line" (Murray Semos, Frank Stanton)
6. "Sunny Honey Girl" (Cook, John Goodison, Greenaway, Tony Hiller)

- Producido por John Burgess

## Personal

### The Sweet
- Brian Connolly - Vocalista
- Steve Priest -  Bajo, vocales
- Mick Stewart - Guitarras, vocales
- Mick Tucker - Batería, vocales

### The Pipkins
- Tony Burrows - Vocalista
- Roger Greenawa - Vocalista

Personal adicional
- Arreglos: Jim Sullivan (pista B1)  y  Jerry Butler (pistas B2,B6)
- Arte de cubierta: Jack Kipp
- Textos:  J. Coisy